# (35474) 1998 EA9
1998 إي أي 9 (ويعرف أيضًا باسم (35474) 1998 إي أي 9 وفق تسمية الكوكب الصغير) (بالإنجليزية: 1998 EA9)‏ هو كويكب ضمن حزام الكويكبات؛ وترتيبه 35474 من حيث الاكتشاف.
اكتُشف هذا الجُرم الفلكي بواسطة Thierry Pauwels ‏ في 9 مارس 1998.

## وصلات خارجية
- (35474) 1998 EA9 في قاعدة بيانات مختبر الدفع النفاث لأجرام النظام الشمسي الصغيرة

- الاكتشاف · مخطط المدار ·  العناصر المدارية · المعلمات المادية

- (35474) 1998 EA9 على موقع ويكي سكاي: DSS2, SDSS, GALEX, IRAS, Hydrogen α, X-Ray, Astrophoto, Sky Map, Articles and images